# 西田望見
西田 望見（にしだ のぞみ、1990年
7月22日 - ）は、日本の女性声優、歌手。アクセント所属。レコードレーベルはFlyingDog。岐阜県出身。

## 経歴
旧芸名は茅田望見（かやた のぞみ）。2012年までアイドル育成カフェ「AKIHABARAバックステージpass」の1期生として活動していた。また、同年は役者としていくつかの舞台公演に参加した。
もともとアニメや漫画が好きで、制作側に就職することを考えていたが、大学2年生の時に友達から勧められて『CLANNAD』を見た所、人をこんなにも感動させられる作品があるんだと思い、芝居の世界に進もうと決意した。
明治大学卒業生。血液型はA型。
2014年、TVアニメ『六畳間の侵略者!?』の女子生徒役で声優デビューし、2015年、TVアニメ『アブソリュート・デュオ』で初めて名前のある役を演じた。
2016年4月より放送のTVアニメ『マクロスΔ』にマキナ・中島役で出演。同アニメに出演する女性声優・歌手ら5名によるグループ「ワルキューレ」のメンバーとして歌唱も担当する。
2018年4月30日をもって声優事務所アトミックモンキーを退所。フリー期間を経て、同年9月1日付でマウスプロモーションに所属した。
2019年4月放送の『八月のシンデレラナイン』でヒロイン有原翼役を演じ、同年7月24日、個人名義のミニアルバムで歌手デビューした。
2021年、第15回声優アワードにて「ワルキューレ」として歌唱賞を受賞した。
2021年7月22日、誕生日でもあるこの日に一般男性と入籍したことを発表した。
2021年8月2日、マウスプロモーションを退所し、再びフリーランスとして活動することを報告した。
2021年9月16日、配信番組「マクロスモデラーズ」にて妊娠を発表。産休のため年末をもって一時活動を休止し、2022年4月1日、Twitterにて出産を報告した。4月9・10日に行われたライブ「ワルキューレ LIVE 2022 〜Walküre Reborn!〜」より活動を再開した。
2024年10月27日、Instagramにて第二子の出産を報告。同年12月1日付でアクセント所属を発表した。

## 人物
- 愛称の「のぞみる」は携帯電話に名前を入力するとき「望み_見る」と打って変換することから、学生時代につけられた[25]。
- 長所は「努力するところ」、短所は「細かいことが気になりすぎる」[26]「飽きっぽい」[25]。性格は思い立ったら待てずに、すぐに行動に移すタイプ[26]。座右の銘は「やってしまったものはしょうがない」[26]。
- ワルキューレのメンバーの中では、笑顔で周りを明るくするムードメーカー的な存在であり、最年少のJUNNAがユニットに入ったとき、緊張をほぐして心を開かせたのは西田だったという[27][28]。
- 学生時代は水泳部に所属していた[10]。
- 趣味・特技は岐阜弁、デンマーク語であり[5]、高校2年の時にデンマークに1年間留学していた[10]。グリム童話が好きなのでドイツに留学したかったが、定員オーバーのため、アンデルセン童話のあるデンマークに行ったという[10]。デビューミニアルバム『女の子はDejlig』の”Dejlig”（ダイリー）はデンマーク語で、「可愛い」「素敵」「いいね」などの意味をもつ、英語の”nice”のような言葉である[29]。
- 音楽ではノラ・ジョーンズやジャズが好きだと語っている[30]。
- 普段からオートバイに乗っている。初めは最寄り駅までの足として原付免許を取得し、テレビ番組『水曜どうでしょう』の企画を真似て、東京から地元の岐阜まで原付バイクで帰省してみた[31]。さらに1年も経たないうちに普通自動二輪免許を取得し、250ccへステップアップ。愛車はホンダ製バイクで、ホンダ車の情報サイト「A Little Honda」でバイクライフについての記事を連載している[32]。目標は北海道へツーリングに行くこと[30]。また、二輪レースのMotoGPにも興味があり[33]、マルク・マルケスのレプリカヘルメットを着用している[34]。
- 出演する配信番組「マクロスモデラーズ」で四本足のガウォークを描き、「バルキリーさん」と命名。このイラストは番組公式のアバターになり[35]、限定生産プラモデルのおまけワッペンにも採用された[36]。
- 一番の癒しは、ホラーサスペンスやサイコサスペンスの話をしている時だと語っている[11]。
- テレビアニメ『マクロスΔ』にて共演する鈴木みのりと仲が良く[30]、また事務所の同期であった小市眞琴、前川涼子、萩原あみ、藍原ことみも一緒に遊ぶ声優仲間として名前を挙げている[30]。
- テレビ番組『水曜どうでしょう』が好きで、番組ファンの聖地とされる札幌の平岸高台公園を訪れている[37]。また、出演者の安田顕、大泉洋を始めとしたTEAM NACSが好きと呟いている[38]。
- 初レギュラー番組『超次元跳躍放送アゲマン』では、一般オーディションで幼女好きという点をアピールしてアシスタントに選ばれた[39]。声優以外でやりたい職業という質問には「子供がすごく好きなので、幼稚園の先生になりたいです」と答えている[26]。

## 出演
太字はメインキャラクター。

### テレビアニメ
2014年
- 六畳間の侵略者!?（女子生徒）

2015年
- アブソリュート・デュオ（サラ、校内放送、生徒、エトナルク）

2016年
- マクロスΔ（マキナ・中島）
- TO BE HERO（美少女、データ星人）
- マジきゅんっ!ルネッサンス（女子生徒）

2017年
- 武装少女マキャヴェリズム（眠目さとり、ミソギ）
- 銀の墓守り（2017年 - 2018年、ファリン） - 2シリーズ
- ゼロから始める魔法の書（魔術師E、はぐれ魔女、美女A）
- ブラッククローバー（エイミ）
- しまじろうのわお!（ラット姫）

2018年
- 3月のライオン（レセプタント、フロント）
- 刻刻（友人母）
- グラゼニ（観客、うぐいす嬢） - 2シリーズ
- HUGっと!プリキュア（司会、保育士、お母さん、川上あゆみ）
- 奴隷区 The Animation（杉並ルシエ）
- ポチっと発明 ピカちんキット（女性）
- 若おかみは小学生!（女性記者、観客）
- 東京喰種トーキョーグール:re（墓盗り、アナウンサー） - 2シリーズ
- レイトン ミステリー探偵社 〜カトリーのナゾトキファイル〜（女性客）
- はるかなレシーブ（担任、教師）
- カードファイト!! ヴァンガード（女子B）
- 京都寺町三条のホームズ（飯島寿々香）
- 愛玩怪獣

2019年
- 盾の勇者の成り上がり（2019年 - 2023年、シスター、少年、ダンサー） - 2シリーズ
- デート・ア・ライブ シリーズ（2019年 - 2024年、カレン・N・メイザース） - 3シリーズ
- パパだって、したい（元妻）
- ジョジョの奇妙な冒険 黄金の風（看護師4、女性看守C、少女B）
- アイカツフレンズ!〜かがやきのジュエル〜（マナ）
- 八月のシンデレラナイン（有原翼）
- とある科学の一方通行（薬丸）
- Re:ステージ! ドリームデイズ♪（城北玄刃）
- ノー・ガンズ・ライフ（マチルダ）

2020年
- 異種族レビュアーズ（ジミーA）
- とある科学の超電磁砲T（薬丸）

2021年
- WIXOSS DIVA(A)LIVE（猫澤奈々 / MC.LION）
- 進化の実〜知らないうちに勝ち組人生〜（クラウディア・アステリオ）

### 劇場アニメ
- ずんだホライずん（2017年、九州そら[57]）
- 劇場版マクロスΔ 激情のワルキューレ（2018年、マキナ・中島）
- K SEVEN STORIESEpisode5 メモリー・オブ・レッド〜BURN〜（2018年、女性店員）
- 劇場版マクロスΔ 絶対LIVE!!!!!!（2021年、マキナ・中島[58]、闇マキナ[59]） - 「マキナのキスマーク」も担当

### OVA
- 武装少女マキャヴェリズム第7巻オリジナルアニメBD（2017年、眠目さとり[60]）

### Webアニメ
- マウスどうぶつえん（2019年 - 、トラフグののぞみ）
- マウスどうぶつえん名作劇場（2020年、トラフグののぞみ）

### ゲーム
2012年
- 喋る！海賊ファンタジア（蒼操の秘術ブルーローズ、他）

2013年
- マブラヴ オルタネイティヴ クロニクルズ04（マイア）

2014年
- 白猫プロジェクト（2014年 - 2018年、フウカ、ジェニー、セロシア、ヴェロニカ）
- トイズドライブ（中野ひばり、遥原みぃ、怪盗ジュエリーローズ）
- 戦場のウエディング（クラリッサ）

2015年
- ラングリッサー リインカーネイション -転生-（シュゼット）
- 幻獣契約クリプトラクト（2015年 - 2019年、アマゾネス、ヘラクレス、ルゼット、ミカエル、フィオーネ）

2016年
- ウチの姫さまがいちばんカワイイ（達人姫 モナカ・ブルローネ）
- クイズRPG 魔法使いと黒猫のウィズ（2016年 - 2025年、ファミリアメア、エルナ・シェンク、アネモネ・フラル）
- サウザンドメモリーズ（ラチェット、リエル）
- 真空管ドールズ（イリス）
- マクロスΔスクランブル（マキナ・中島）
- DEVIL'S THIRD ONLINE（メイドボイス）

2017年
- アンジュ・ヴィエルジュ〜ガールズバトル〜（マキナ・中島）
- 一血卍傑-ONLINE-（オフナサマ）
- ブラックローズサスペクツ（メーガン・ベネット）
- ドラゴンジェネシス -聖戦の絆-（大天使アリエル）
- 刻のイシュタリア（ケンレンタイショウ）
- Ragnarok〜ヴァルハラサーガ〜（ヘルムヴィーゲ）
- ロボットガールズZ ONLINE（パリンダさん、グレンディーナさん）
- 八月のシンデレラナイン（有原翼）
- Re:ステージ！プリズムステップ（城北玄刃）
- 歌マクロス スマホDeカルチャー（2017年 - 2021年、マキナ・中島）
- CARAVAN STORIES（パルヤン）
- 星界神話 -ASTRAL TALE-（ミント）
- ファントムブレイド（クロサク・聖罰）
- ロード オブ ヴァーミリオンIV（コラボレーション サガ スカーレットグレイス魔術の女神ヴァッハ神）

2018年
- 光と闇の対決 〜輪廻のFight Song（ルールー、ソフィア、ケイト）
- 暁のエピカ -Union Brave-（ミント）
- 政剣マニフェスティア（ミカエラ・センゴク、コートニー・マツシタ、ダイヤ・フクダ）
- 神無月（ルキア）
- 温泉むすめ ゆのはな これくしょん（月岡来瑠碧）
- あかねさす少女（リカ）
- プレカトゥスの天秤（ヴィオラ・クレージュ）
- メギド72（2018年 - 2023年、プロメテウス）
- Ast Memoria -アストメモリア-（ルーシー・ライズブロー）
- アビストライブ（ミカ、Hope、バーブラ）
- OVERHIT（ハンナ、メリカ、ホーライ）
- Q&Qアンサーズ（三国志〈司馬懿〉、三国志〈諸葛亮〉）
- メリーガーランド（リュンヌ、シェスタ―、パパイヤ）
- サガ スカーレット グレイス 緋色の野望（ヴァッハ神）

2019年
- 天空のクラフトフリート（ロア）
- ガーディアン・プロジェクト（那珂）
- ラングリッサー モバイル（ゼルダ、シュゼット）
- ブラウンダスト（デナリサ、アリネス）
- 最果てのバベル（リイコ）
- Witch's Weapon -魔女兵器-（アニー・バース、エミリオ）
- AI: ソムニウム ファイル（遠州律子）

2020年
- 超偉人大戦（葛飾北斎）
- 共闘ことばRPG コトダマン（2020年 - 2021年、サシソエイル、テレカクシ、センニュウソ兎、おんそわか君、マキナ・中島）
- WAR OF THE VISIONS ファイナルファンタジー ブレイブエクスヴィアス 幻影戦争（キルフェ）
- 社長、バトルの時間です!（ミリー）
- ファイナルファンタジーVII リメイク
- 聖剣伝説3 TRIALS of MANA（ジェシカ、ルナ、ジョセフィーヌ、ミネルバ）
- とある魔術の禁書目録 幻想収束（薬丸）
- アークナイツ（アンブリエル）
- 放置少女〜百花繚乱の萌姫たち〜（黄天化）
- キングダムオブヒーローズ（ミューズ）
- 天華百剣 -斬-（熱田康継）
- ワールドフリッパー（リリアン）
- サクラ革命 〜華咲く乙女たち〜（能島ゆめ）

2021年
- ソウル7：闘羅大陸（レイナ）
- 今三国志（貂蝉、蔡文姫、孫尚香）
- グランサガ（シャキラ、アナヒ）
- 東方LostWord
- ドラゴンクエストX 天星の英雄たち オンライン（フェディーラ）

2022年
- デュエルプリンセス（ヒルデ）
- フィギュアストーリー（トウカ）
- AI: ソムニウム ファイル ニルヴァーナ イニシアチブ（遠州律子)
- 二ノ国：Cross Worlds (カトリーヌ）
- ウィクロスマルチバース (MC.LION）

2023年
- ONE.（柚木詩子）
- 逆転オセロニア（ラプラス）

2024年
- マクロス -Shooting Insight-（マキナ・中島）
- アズールレーン（Z47）
- ドラゴンクエストIII そして伝説へ…（HD-2D版）

### ドラマCD
- 青年発火点（2014年、アナウンス[146]）
- MAUSU THEATER（2018年 - 2020年、Vol.26[147]、Vol.32[148]、Vol.47[149]、Vol.048[150]、Vol.049[151]）

### ASMR
- 武装少女マキャヴェリズムASMR 第4弾（2021年、眠目さとり、ミソギ[152]）
- リンジンASMR 〜ウザかわ襲来!? となりの後輩上司。（2021年、後輩上司[153]）

### 吹き替え
- ラザロ・エフェクト（2016年、エヴァ[154]）
- ぼくらと、ぼくらの闇（2017年、アリソン[155]）
- ラブ シーズン3（2018年[156]）

### デジタルコミック
- この音とまれ!（新入生、他[5]）
- CARNELIAN BLOOD（アーデルハイト[157]、ブレヒト家従者、ルッツ（幼）、客人たち）

### 舞台
- 劇団バッコスの祭「マタイ」（2012年、サンゴ）[158]※「加東望見」名義での出演
- PandASSH「おるんと高麗犬」（2012年、本橋美希）[159]※「茅田望見」名義での出演
- アリスインプロジェクト「戦国降臨ガール」（2012年、汐崎弥生(弐組)）[160]※「茅田望見」名義での出演
- 大和メ組「時空恋歌」[161]（2012年、三女）[162]※「茅田望見」名義での出演

### 朗読劇
- てぇてぇ夏の物語：ずんだもんとつむぎのバーチャル大冒険（2025年6月7日 - 8日、九州そら[163]）

### ラジオ
※はインターネット配信。
- マクロスΔ ゴリゴリラジオしちゃるかんねっ!（2016年、文化放送・マクロスポータルサイト※）[164]
- 西田望見・奥野香耶のず〜ぱらだいす（2016年-2021年、ニコニコ生放送※・超!A&G+※）[165]
- 武装少女マキャヴェリズム すくすく矯正するらじお!（2017年、音泉※・ニコニコ動画※）
- ハチナイラジオ（2017年、YouTube※）[166]
- 西田望見・会沢紗弥のMIXボイスガレッジ（2019年、ニコニコ生放送※）
- バリバリMonster（2019年-2021年、FM FUJI）[167]
- 西田望見の「のぞみる荘！」管理人日記（2020-2021年、AuDee※）[168]
- のぞみるビルディング（2021年、stand.fm※）[169]

### ラジオCD
- 西田望見・奥野香耶のず〜ぱらだいす関連
  - 「DJCD」 vol.1 - vol.4[170][171][172][173]（2017年 - 2018年）
  - 「カウントダウンCD 2017 - 2019[174][175][176]」（2017年 - 2019年）
  - 「春から始める動物入門2018 特別CD[177]」（2018年）
  - 「ず〜ぱらだいすのなつやすみ[178]」（2018年）
  - 「迎春あけおめチャレンジ2019[179]」（2019年）
  - 「ず〜ぱらだいすメモリアルアーカイブ」Vol.1(わん)、Vol.2(にゃー)[180]（2022年）
- ラジオCD「武装少女マキャヴェリズム すくすく矯正するらじお！[181]」（2017年）
- 「とある科学の超電磁砲T」Blu-ray & DVD Vol.8 初回仕様版特典ラジオCD[182]（2020年）

### テレビ番組
※はインターネット配信。
- マフィア梶田と西田望見とさとうささらの超次元跳躍放送アゲマン（2013年 - 2014年、ニコニコ生放送※）[183]
- マクロスモデラーズ（2017年 - 、SHOWROOM※）

### 映像商品
- SEASIDE LIVE FES 2016 前日祭 DVD[184]（2017年）
- 温泉むすめ 3rd LIVE “NOW ON☆SENSATION!! Vol.3”〜ワイワイワッチョイナ！！〜[185]（2018年）
- 西田望見・奥野香耶のず〜ぱらだいす関連
  - 「オフィシャルパンフレット」 1 - 3 特典DVD[186][187][188]（2019年 - 2020年）
  - 「ふたりでクッキー作っちゃお♡[189]」（2019年）
  - 「遊園地でかわいく楽しんじゃお♡[190]」（2020年）
  - 「夏だもん！チャレンジしちゃお！[191]」（2020年）
  - 「新米飼育員育てちゃお♪[192]」（2021年）
- 高田憂希TV！[193]（2018年）
- かやたんに夢中![194][195]（2019年）
- のぞみる倶楽部[196]（2019年）
- 小澤亜李のありのままに[197]（2020年）
- まついがプロデュースVol.8、9[198][199]（2020年）

### CM
- 八月のシンデレラナイン関連（有原翼）
  - 『八月のシンデレラナイン』アニメーションPV 【30秒CM】[200]（2016年）
  - 『コンプティーク 2018年9月号』発売CM[201]（2018年）
  - 「八月のシンデレラナイン」Blu-ray情報【15秒CM】[202]（2019年）
  - 「八月のシンデレラナイン」15秒CM 新学期編[203]（2019年）
  - 『八月のシンデレラナイン』球春祭開幕記念TVCM[204]（2020年）
  - 「八月のシンデレラナイン」小説 夏蔦に還す約束CM（2020年）
- キシリクリスタルwebCM「キシリクリスタル 女ゴコロは三面相篇[205]」
- PlayStation Video[206]
- マックスファクトリーPLAMAXウェブCM「ワンホビギャラリー 2020 ONLINE＆OFFLINE」篇[207]

### パチスロ・パチンコ
- PフィーバーマクロスΔ（2019年、マキナ・中島）

### その他コンテンツ
- AT-X フレッシュ夏フェス隊！（2015年度）
- 東北ずん子（UTAU音源 九州そら[208]）（2017年）
- マウス朗読くらべプレイボタン（2019年、③浦島太郎[209]）
- FUN'S PROJECT COLLEGE eラーニング声優講座[210]（2019年）
- HondaGO×TENDRE feat.YeYe「ANYWAY」MUSIC VIDEO[211][212]（2019年）
- Honda「______が、好きだ。バイクが、好きだ。」[213]（2020年）
- Calm[214]（2021年）

## ディスコグラフィ

### ミニアルバム
|            | 発売日        | タイトル       | 規格品番 | 規格品番   | オリコン 最高位 |
| 初回限定盤 | 発売日        | タイトル       | 通常盤   |            | オリコン 最高位 |
| ---------- | ------------- | -------------- | -------- | ---------- | --------------- |
| 1st        | 2019年7月24日 | 女の子はDejlig | VTZL-158 | VTCL-60500 | 36位            |

### キャラクターソング
| 発売日   | 商品名                                                    | 歌                                                                                 | 楽曲                                                                          | 備考                                                       |
| 2016年   | 2016年                                                    | 2016年                                                                             | 2016年                                                                        | 2016年                                                     |
| -------- | --------------------------------------------------------- | ---------------------------------------------------------------------------------- | ----------------------------------------------------------------------------- | ---------------------------------------------------------- |
| 8月12日  | IDOL WARS SINGLE VOL.02 「LEGEND of DIVA 02」             | 白羽雪（西田望見）                                                                 | 「perfect actress」                                                           | ゲーム『アイドルうぉーず』関連曲                           |
| 2017年   |                                                           |                                                                                    |                                                                               |                                                            |
| 5月3日   | DECIDE                                                    | 天下五剣                                                                           | 「DECIDE」                                                                    | テレビアニメ『武装少女マキャヴェリズム』エンディングテーマ |
| 5月3日   | DECIDE                                                    | 眠目さとり（西田望見）                                                             | 「DECIDE」                                                                    | テレビアニメ『武装少女マキャヴェリズム』関連曲             |
| 7月12日  | 武装少女マキャヴェリズム ミュージック・コレクション Vol.2 | 眠目さとり（西田望見）                                                             | 「ひとごっこ」                                                                | テレビアニメ『武装少女マキャヴェリズム』関連曲             |
| 9月10日  | Fearless Girl                                             | テトラルキア                                                                       | 「Fearless Girl」 「Shine on Me!!」                                           | 『Re:ステージ！』関連曲                                    |
| 10月18日 | イプシロン進化論                                          | Adhara                                                                             | 「イプシロン進化論」 「孤高のピエロ」                                         | 『温泉むすめ』関連曲                                       |
| 2018年   |                                                           |                                                                                    |                                                                               |                                                            |
| 2月21日  | Raise Your Fist                                           | テトラルキア                                                                       | 「カナリア」 「Stay Together」 「境界線」                                     | 『Re:ステージ！』関連曲                                    |
| 8月19日  | 真夏のサイレン                                            | 有原翼（西田望見）、東雲龍（近藤玲奈）、野崎夕姫（南早紀）、河北智恵（井上ほの花） | 「栄光のダイヤモンド」 「かっとばせ！未来へ」 「ぬかるみ」 「八月のメモリー」 | ゲーム『八月のシンデレラナイン』関連曲                     |
| 8月19日  | 真夏のサイレン                                            | 有原翼（西田望見）、東雲龍（近藤玲奈）、野崎夕姫（南早紀）、河北智恵（井上ほの花） | 「世界でいちばん熱い夏」                                                      | ゲーム『八月のシンデレラナイン』主題歌                     |
| 11月21日 | Heroic Spark                                              | テトラルキア                                                                       | 「Heroic Spark」 「Seventeen Feels」                                          | 『Re:ステージ！』関連曲                                    |
| 2019年   |                                                           |                                                                                    |                                                                               |                                                            |
| 4月6日   | 始まりの合図                                              | HUiT                                                                               | 「ミラクルメイカー」 「スタートライン、桜ひらり。」                           | ゲーム『八月のシンデレラナイン』関連曲                     |
| 8月9日   | あの夏の記録                                              | 有原翼（西田望見）、東雲龍（近藤玲奈）、野崎夕姫（南早紀）、河北智恵（井上ほの花） | 「どんなときも。」                                                            | テレビアニメ『八月のシンデレラナイン』エンディングテーマ   |
| 8月9日   | あの夏の記録                                              | 有原翼（西田望見）、東雲龍（近藤玲奈）、野崎夕姫（南早紀）、河北智恵（井上ほの花） | 「青春ライン」 「浪漫飛行」                                                   | テレビアニメ『八月のシンデレラナイン』関連曲               |
| 8月9日   | あの夏の記録                                              | 有原翼（西田望見）、河北智恵（井上ほの花）                                         | 「TOMORROW」                                                                  | テレビアニメ『八月のシンデレラナイン』関連曲               |
| 10月16日 | 温泉むすめコンプリートアルバム Vol.2                      | Adhara                                                                             | 「星に集いし乙女の物語-プロローグ-」 「覚醒 sinfonia」                        | 『温泉むすめ』関連曲                                       |
| 11月6日  | Be the CHANGE.                                            | テトラルキア                                                                       | 「Ambitious Pieces」                                                          | テレビアニメ『Re:ステージ！ ドリームデイズ♪』関連曲        |
| 11月6日  | Be the CHANGE.                                            | 城北玄刃（西田望見）                                                               | 「Invisible Diamond」                                                         | テレビアニメ『Re:ステージ！ ドリームデイズ♪』関連曲        |
| 12月18日 | 八月のシンデレラナイン BD第4巻特典CD                      | 有原翼（西田望見）                                                                 | 「どんなときも。」                                                            | テレビアニメ『八月のシンデレラナイン』関連曲               |
| 12月25日 | メギド72 -songs-                                          | プロメテウス（西田望見）                                                           | 「キミに届くように」                                                          | ゲーム『メギド72』関連曲                                   |
| 2020年   |                                                           |                                                                                    |                                                                               |                                                            |
| 4月5日   | 刹那、轟く歓声                                            | HUiT                                                                               | 「背番号」 「胸の音色」                                                       | ゲーム『八月のシンデレラナイン』関連曲                     |
| 4月5日   | 刹那、轟く歓声                                            | 有原翼（西田望見）、野崎夕姫（南早紀）                                             | 「青すぎて」                                                                  | ゲーム『八月のシンデレラナイン』関連曲                     |
| 12月16日 | Chain of Dream                                            | テトラルキア                                                                       | 「Pins&Needles」                                                              | 『Re:ステージ！』関連曲                                    |
| 2021年   |                                                           |                                                                                    |                                                                               |                                                            |
| 3月17日  | Re:STAGE! THE BEST                                        | Re:STAGE! ALL IDOL                                                                 | 「私たち、四季を遊ぶんです!!」                                                | 『Re:ステージ！』関連曲                                    |
| 6月26日  | WIXOSS DIVA(A)LIVE BD第1巻特典CD                          | Card Jockey                                                                        | 「ENDLESS-PUNCHLINE」                                                         | テレビアニメ『WIXOSS DIVA(A)LIVE』エンディングテーマ       |
| 10月20日 | 劇場版マクロスΔ 絶対LIVE!!!!!! オリジナルサウンドトラック | Yami_Q_ray                                                                         | 「Glow in the dark」 「Diva in Abyss」 「綺麗な花には毒がある」               | 劇場アニメ『劇場版マクロスΔ 絶対LIVE!!!!!!』挿入歌         |
| 10月20日 | 劇場版マクロスΔ 絶対LIVE!!!!!! オリジナルサウンドトラック | ハインツ（メロディー・チューバック）、Yami_Q_ray                                   | 「Heinz vs.Yami_Q_ray」                                                       | 劇場アニメ『劇場版マクロスΔ 絶対LIVE!!!!!!』挿入歌         |
| 11月24日 | メギド72 -MUSIC COLLECTION-                               | プロメテウス（西田望見）、ジズ（内田彩）、ベヒモス（松岡禎丞）                     | 「みんなで一緒に」                                                            | ゲーム『メギド72』関連曲                                   |
| 11月24日 | メギド72 -MUSIC COLLECTION-                               | プロメテウス（西田望見）                                                           | 「メギドナイトフィーバー」                                                    | ゲーム『メギド72』関連曲                                   |
| 2022年   |                                                           |                                                                                    |                                                                               |                                                            |
| 5月25日  | ユニゾンモノローグ                                        | テトラルキア                                                                       | 「ユニゾンモノローグ」                                                        | 『Re:ステージ！』関連曲                                    |
| 2023年   |                                                           |                                                                                    |                                                                               |                                                            |
| 4月19日  | M.L.V.G                                                   | テトラルキア                                                                       | 「M.L.V.G」                                                                   | 『Re:ステージ！』関連曲                                    |
| 2024年   |                                                           |                                                                                    |                                                                               |                                                            |
| 4月1日   | Refrain                                                   | 西館ハク＆城北玄刃                                                                 | 「永遠の一縷」                                                                | 『Re:ステージ！』関連曲                                    |
| 10月31日 | Rewind                                                    | テトラルキア                                                                       | 「Rock Out!!」                                                                | 『Re:ステージ！』関連曲                                    |

## ライブ・イベント

### 単独イベント
| 公演日        | タイトル                         | 会場                        |
| ------------- | -------------------------------- | --------------------------- |
| 2019年6月15日 | #のぞみるソロみる 大おひろめ会！ | ヴィーナスフォート 教会広場 |

### 合同ライブ
| 出演日        | タイトル                                     | 会場         |
| ------------- | -------------------------------------------- | ------------ |
| 2019年10月5日 | フライングドッグ10周年記念LIVE―犬フェス2！―  | 豊洲PIT      |
| 2021年1月30日 | ANIMAX MUSIX 2021 ONLINE supported by U-NEXT | 有明アリーナ |

## 連載
- 西田望見 のぞみる？ みる!![217]（2016年 - 、アニカン）
- 西田望見のライダー生活[218]（2018年 - 、A Little Honda）
- 西田望見の今日は何見る？[219]（2019年 - 、ふたまん＋）

### シリーズ一覧
1. ↑  第1期（2017年）、第2期『II』（2018年）
2. ↑  シーズン1（2018年）、シーズン2（2018年）
3. ↑  第3期・最終章『:re』（2018年）
4. ↑  第1期（2019年）、Season3（2023年）
5. ↑  第3期『III』（2019年）、第4期『IV』（2022年）、第5期『V』（2024年）

### ユニットメンバー
1. ↑  鬼瓦輪（高田憂希）、亀鶴城メアリ（北原沙弥香）、眠目さとり（西田望見）、花酒蕨（日高里菜）、因幡月夜（日岡なつみ）
2. 1 2 3 4 5 6 7 8  坂東美久龍（山田奈都美）、西館ハク（佐藤実季）、南風野朱莉（高柳知葉）、城北玄刃（西田望見）
3. 1 2  黒川姫楽（田中美海）、湯の川聖羅（野口瑠璃子）、月岡来瑠碧（西田望見）、花巻吹歌（飯田里穂）、乳頭和（三上枝織）、白骨朋依（新田ひより）、こんぴら桃萌（吉田有里）
4. 1 2  有原翼（西田望見）、東雲龍（近藤玲奈）、野崎夕姫（南早紀）、河北智恵（井上ほの花）
5. ↑  式宮舞菜（牧野天音）、月坂紗由（鬼頭明里）、市杵島瑞葉（田澤茉純）、柊かえ（立花芽恵夢）、本城香澄（岩橋由佳）、長谷川みい（空見ゆき）、伊津村紫（小澤亜李）、伊津村陽花（嶺内ともみ）、式宮碧音（髙橋ミナミ）、一条瑠夏（諏訪彩花）、岬珊瑚（田中あいみ）、白鳥天葉（日岡なつみ）、帆風奏（阿部里果）、緋村那岐咲（長妻樹里）、坂東美久龍（山田奈都美）、西館ハク（佐藤実季）、南風野朱莉（高柳知葉）、城北玄刃（西田望見）
6. ↑  MC.LION（西田望見）、DJ.LOVIT（広瀬ゆうき）、VJ.WOLF（長谷川玲奈）
7. 1 2  闇雲（JUNNA）、闇フレイア（鈴木みのり）、闇カナメ（安野希世乃）、闇レイナ（東山奈央）、闇マキナ（西田望見）